# کانکتور موزی

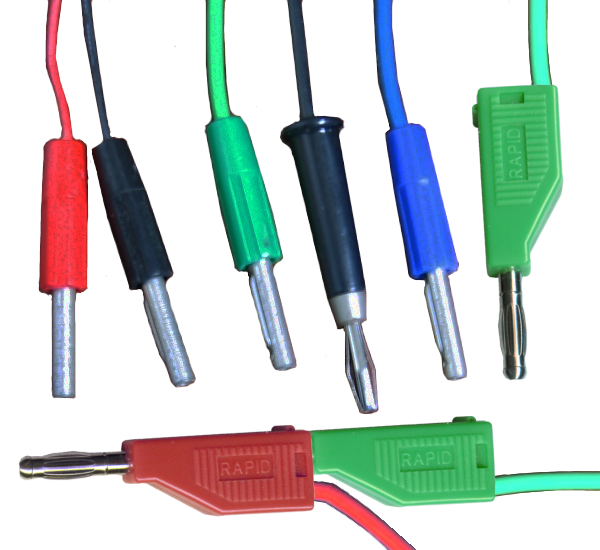
انواع مختلف به سبک-آزمایشگاهی فیش نری‌های موزی ۴ میلی‌متری

فیش‌های موزی به سبک-بلندگویی که به یک بلندگو متصل هستند

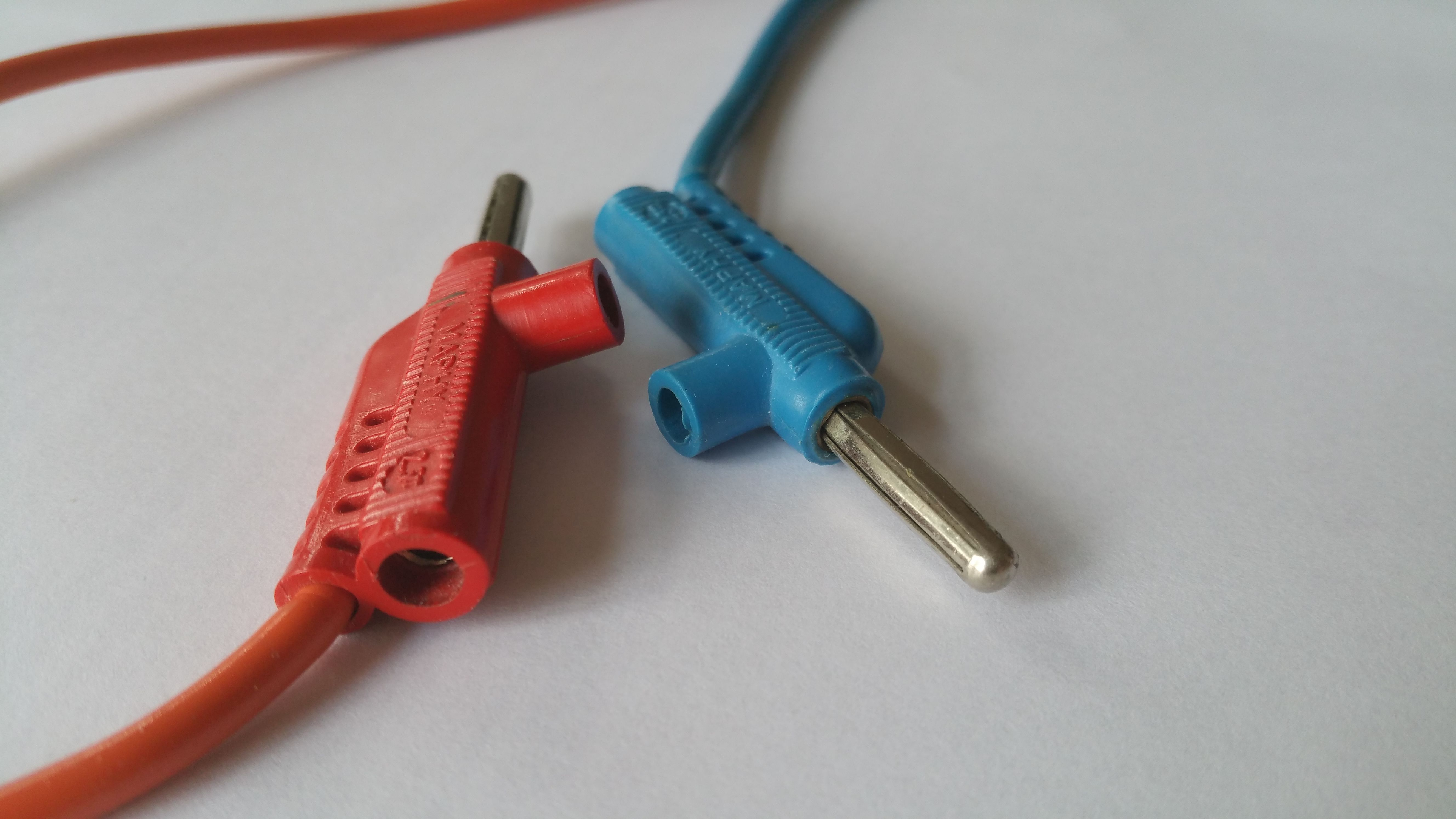
فیش‌های موزی دو-پشته‌شدنی برای اتصال به دو مدار موازی اضافی.

کانکتور موزی (معمولاً فیش موزی برای نر، سوکت موزی یا جک موزی برای مادگی) یک اتصال‌دهنده الکتریکی تک سیم (یک رسانا) است که برای اتصال سیم‌ها به تجهیزات استفاده می‌شود. اصطلاح کانکتور ۴ میلی‌متری نیز به خصوص در اروپا استفاده می‌شود، اگرچه همه کانکتورهای موزی با قطعات ۴ میلی‌متری جفت نمی‌شوند و اتصالات موز ۲ میلی‌متری وجود دارد. سبک‌های مختلفی از اتصال‌دهنده‌های شاخه‌ای موزی وجود دارد که همگی بر اساس مفهوم فنر فلزی است که نیروی بیرونی را به جک استوانه‌ای فنر نشده اعمال می‌کند تا یک فروکردن راحت با رسانایی الکتریکی خوب ایجاد کند. انواع متداول عبارتند از: یک پایه توپر که از طول شکافته شده و کمی باز شده، یک نوک فنر چهار برگی، یک استوانه با فنر تک برگ در یک طرف، یک دسته سیم سفت، یک پایه مرکزی که توسط یک استوانه چند-شکاف احاطه‌شده با یک فنر مرکزی، برآمدگی، یا ورق فلزی ساده که به شکل یک استوانه تقریباً کامل نوردشده است. فیش‌ها اغلب برای مخطوم کردن سیم‌های رابط برای تجهیزات تست الکترونیکی مانند واحدهای منبع تغذیه آزمایشگاهیاستفاده می‌شوند، در حالی که فیش‌های موزی روکش‌دار در سَرهای پروب مولتی متر رایج هستند.

## تاریخ
اختراع فیش توسط دو نهاد ادعا شده‌است. شرکت هیرشمن ادعا می‌کند که توسط ریچارد هیرشمن در سال ۱۹۲۴ اختراع است. یک ادعای رقابتی برای شرکت رادیویی جنرال ارائه شده‌است که بیان می‌کند: "۱۹۲۴: جن‌راد فیش موزی را توسعه داد - جایگزین فیش‌های پایه‌ای، این فناوری اتصال‌دهنده با فنر بارگذاری‌شده‌است…» و اینکه «در سال ۱۹۲۴ توسط GR در این کشور [ایالات متحده آمریکا] معرفی شد».
در سال ۱۹۲۹، ریچارد هیرشمن حق ثبت اختراع برای فیش موزی بهبودیافته را دریافت کرد. این ثبت اختراع یک فیش موزی را توصیف می‌کند که فقط از دو قسمت تشکیل شده‌است. عدم نیاز به پیچ کوچک برای نگه داشتن سیم در جای خود، مانند Bananensteckern معمولی (فیش‌های موزی)، به عنوان مزیت این اختراع ارائه شده‌است.

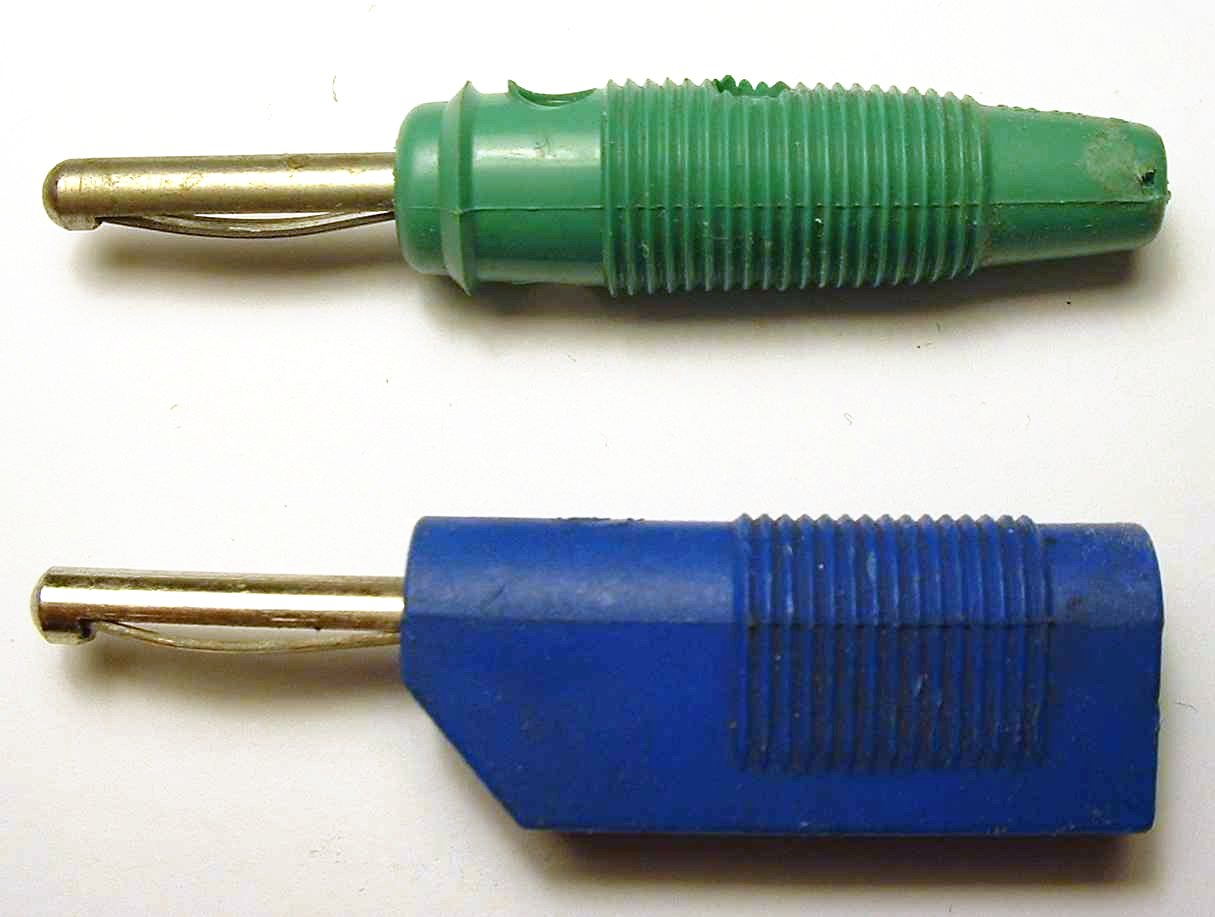
فیش‌های موزی با فنر منحنی قابل مشاهده است